# Voetbalkampioenschap van Midden-Elbe 1916/17
In 1916/17 werd het elfde voetbalkampioenschap van Midden-Elbe gespeeld, dat georganiseerd werd door de Midden-Duitse voetbalbond. SV Viktoria 96 Magdeburg werd kampioen en plaatste zich voor de Midden-Duitse eindronde. De club versloeg FC Herta Wittenberge en verloor dan van FC Cöthen 02. 

## 1. Klasse
| Plaats | Club                                 | Wed.           | W              | G              | V              | Saldo          | Ptn.           |
| ------ | ------------------------------------ | -------------- | -------------- | -------------- | -------------- | -------------- | -------------- |
| 1.     | SV Viktoria 96 Magdeburg             | 12             | 10             | 0              | 2              | 27:11          | 20:04          |
| 2.     | FuCC Cricket-Viktoria 1897 Magdeburg | 12             | 7              | 1              | 4              | 23:18          | 15:09          |
| 3.     | Magdeburger SC Preußen               | 12             | 7              | 1              | 4              | 27:28          | 15:09          |
| 4.     | SpVgg Magdeburg                      | 12             | 6              | 1              | 5              | 26:19          | 13:11          |
| 5.     | MFC Komet Magdeburg                  | 12             | 4              | 1              | 7              | 21:22          | 09:15          |
| 6.     | Magdeburger SC 1900                  | 12             | 3              | 1              | 8              | 15:24          | 07:17          |
| 7.     | FC Weitstoß Magdeburg                | 12             | 2              | 1              | 9              | 10:27          | 05:19          |
| 8.     | FC Eintracht Magdeburg               | Teruggetrokken | Teruggetrokken | Teruggetrokken | Teruggetrokken | Teruggetrokken | Teruggetrokken |

FC Eintracht Magdeburg trok zich in november 1916 terug na zeven speelden. Reeds gespeelde wedstrijden werden geannuleerd, de club had één punt. 
|  | Kampioen, geplaatst voor Midden-Duitse eindronde |
|  | Degradatie                                       |